# گمینا جژکوویتسه
گمینا جژکوویتسه (به لهستانی:  Gmina Dzierzkowice) یک گمینا در لهستان است که در شهرستان کراشنگک واقع شده‌است. گمینا جژکوویتسه ۸۶٫۸۱ کیلومتر مربع مساحت و ۵٬۴۱۴ نفر جمعیت دارد.